# Ryttargruppen från Cartoceto di Pergola
De förgyllda bronsföremålen från Cartoceto di Pergola är den enda kvarvarande romerska ryttarstatygrupp i förgylld brons. Ursprungligen bestod den av två hästar med varsin ryttare och två stående kvinnor.

## Upptäckt och restaurering
I juni 1946 fann man hundratals små föremål av förgylld brons, av vilka några vägde flera hundra kilogram, i Santa Lucia di Calamello, som ligger nära Cartoceto di Pergola i Pesaro e Urbino. Äran av upptäckten brukar tillskrivas Canon Giovanni Vernarecci, som var archaeological inspector [(antikvarie?)] i Fossombrone. Omständigheterna kring upptäckten finns beskrivna i hans skriftliga vittnesmål.
Bronsstatyerna restaurerades av Vernarecci och regionantikvarien [?] (regional inspector of the 'Soprintendenza alle Antichità delle Marche' ) Nereo Alfieri. Restaureringen gjordes i flera etapper mellan 1949 och 1988. Tillhopa sammanfogades 318 fragment till återstoden av de fyra statyerna.

## Ursprunglig placering
Gruppen upptäcktes inte långt från korsningen mellan Via Flaminia och Via Salaria Gallica. Eftersom fyndplatsen ligger relativt långt från övrig bebyggelse har man antagit att gruppen flyttades från sin ursprungliga plats och placerades här någon gång under senantiken, och kanske att flytten är ett resultat av damnatio memoriae.
Var statyerna ursprungligen varit placerade är fortfarande osäkert. Den mest spridda hypotesen är att gruppen stod på en offentlig plats, troligen på ett forum i en stad i närheten av fyndplatsen. Bland möjliga städer finns Forum Sempronii (Fossombrone) som ligger närmast, Sentinum (Sassoferrato) där ett gjuteri med kapacitet för större statyer har hittats, eller Suasa där större fragment av en liknande bronsstatys har hittats (dessa fragment finns i dag på Walters Art Museum i Baltimore).

## Identifiering
Gruppen består av två ryttare, två kvinnor och två hästar. Personerna kommer antagligen från senatorssläkter. Identifieringen är osäker, och det finns flera hypoteser om vilka personer statyerna föreställer. Enligt den första teorin tillhörde personerna i gruppen den kejserliga julisk-claudiska ätten, vilket innebär att statyerna skulle vara tillverkade mellan år 20 och 30 e.Kr. Ryttarna identifierades som Nero och Drusus Julius Caesar, söner till Germanicus. Kvinnorna antogs vara Livia Drusilla och Agrippina, Germanicus mor respektive hustru.
Enligt den hypotes som i dagsläget är mest accepterad har statyerna gjutits mellan 50 och 30 f.Kr, och föreställer personer från en framstående familj som levde i det område där statyerna upptäcktes, Ager Gallicus. Flera kandidater har föreslagits, till exempel Domitius Ahenobarbus, Marcus Satrius (senator från Sentinum) och Lucius Minucius Basilus (som grundade Cupra Maritima, dagens Cupra Marittima). Enligt en annan teori stod gruppen ursprungligen i Heraion i Samo. Statyerna ska då föreställa personer ur Ciceros släkt, och en av ryttarna ska vara Cicero själv.
Ryttarna
Den bäst bevarade av ryttarna föreställer en vuxen man i 40-årsåldern, vars kläder (paludamentum och tunika) identifierar honom som en hög officer i fredstid, vilket understryks av höger armen som är höjd i en fredgest. Av den andre ryttaren återstår endast fragment.
Kvinnorna
Den stående figuren föreställer en äldre kvinna, vars hellenistiska frisyr är karaktäristisk för den senare delen av århundradet före vår tideräknings början och därmed ger indikationer på när gruppen tillverkades. Kvinnan är klädd i en stola och en palla. Av den andra kvinnofiguren återstår endast delar av underkroppen.
Hästarna
Båda hästarna har ena frambenet höjt. Bröstplåtarna är dekorerade med tritoner och nereider, sjöhästar och delfiner. Seldonen är utsmyckade med avbildningar av gudar: Jupiter, Venus, Mars, Juno, Minerva och Merkurius.

## Teknik och material
Statyerna är tillverkade i en legering av koppar med spår av bly. Metoden är så kallad cire perdue. Efter sammansättningen har statyerna belagts med bladguld.

## Kontroverser
Eftersom gruppen har så pass stor arkeologisk betydelse har den varit föremål för en lång tvist mellan Soprintendenza per i Beni Archeologici della Marche och Pergolas kommun angående vem som ska förvara statyerna och var (i nationalmuseet för arkeologi i Ancona eller i Museo dei Bronzi dorati e della città di Pergola). Man har idag enats om en lösning där statyerna flyttas mellan de båda platserna. Det museum som för tillfället inte har hand statyerna får tillgång till en kopia.
En annan kopia som visar statyerna i deras tänkta ursprungsskicka finns på taket till Palazzo Ferretti vid museet i Ancona som en symbol för den lokala arkeologin.